# Bazoches-lès-Bray
Bazoches-lès-Bray és un municipi francès, situat al departament del Sena i Marne i a la regió d'Illa de França. L'any 2007 tenia 789 habitants.
Forma part del cantó de Provins, del districte de Provins i de la Comunitat de comunes Bassée-Montois.

## Demografia

### Població
El 2007 la població de fet de Bazoches-lès-Bray era de 789 persones. Hi havia 306 famílies, de les quals 69 eren unipersonals (19 homes vivint sols i 50 dones vivint soles), 116 parelles sense fills, 105 parelles amb fills i 16 famílies monoparentals amb fills.
La població ha evolucionat segons el següent gràfic:
Habitants censats

### Habitatges
El 2007 hi havia 408 habitatges, 321 eren l'habitatge principal de la família, 58 eren segones residències i 29 estaven desocupats. 381 eren cases i 5 eren apartaments. Dels 321 habitatges principals, 277 estaven ocupats pels seus propietaris, 36 estaven llogats i ocupats pels llogaters i 8 estaven cedits a títol gratuït; 4 tenien una cambra, 20 en tenien dues, 69 en tenien tres, 82 en tenien quatre i 146 en tenien cinc o més. 238 habitatges disposaven pel capbaix d'una plaça de pàrquing. A 147 habitatges hi havia un automòbil i a 150 n'hi havia dos o més.

### Piràmide de població
La piràmide de població per edats i sexe el 2009 era:
| Homes | Edats   | Dones |
| ----- | ------- | ----- |
| 0     | 95 o +  | 0     |
| 0     | 90 a 94 | 4     |
| 8     | 85 a 89 | 4     |
| 4     | 80 a 84 | 8     |
| 16    | 75 a 79 | 8     |
| 16    | 70 a 74 | 20    |
| 28    | 65 a 69 | 40    |
| 24    | 60 a 64 | 20    |
| 16    | 55 a 59 | 8     |
| 36    | 50 a 54 | 32    |
| 24    | 45 a 49 | 24    |
| 36    | 40 a 44 | 20    |
| 32    | 35 a 39 | 24    |
| 28    | 30 a 34 | 24    |
| 12    | 25 a 29 | 24    |
| 16    | 20 a 24 | 8     |
| 32    | 15 a 19 | 12    |
| 48    | 10 a 14 | 28    |
| 36    | 5 a 9   | 24    |
| 12    | 0 a 4   | 28    |

## Economia
El 2007 la població en edat de treballar era de 516 persones, 369 eren actives i 147 eren inactives. De les 369 persones actives 326 estaven ocupades (178 homes i 148 dones) i 41 estaven aturades (21 homes i 20 dones). De les 147 persones inactives 63 estaven jubilades, 51 estaven estudiant i 33 estaven classificades com a «altres inactius».

### Ingressos
El 2009 a Bazoches-lès-Bray hi havia 327 unitats fiscals que integraven 824 persones, la mediana anual d'ingressos fiscals per persona era de 19.689 €.

### Activitats econòmiques
Dels 25 establiments que hi havia el 2007, 3 eren d'empreses alimentàries, 2 d'empreses de fabricació d'altres productes industrials, 7 d'empreses de construcció, 4 d'empreses de comerç i reparació d'automòbils, 3 d'empreses de transport, 2 d'empreses d'hostatgeria i restauració i 4 d'empreses de serveis.
Dels 10 establiments de servei als particulars que hi havia el 2009, 1 era una oficina de correu, 2 tallers de reparació d'automòbils i de material agrícola, 2 paletes, 1 lampisteria, 2 electricistes, 1 empresa de construcció i 1 restaurant.
Dels 4 establiments comercials que hi havia el 2009, 3 eren fleques i 1 una fleca.
L'any 2000 a Bazoches-lès-Bray hi havia 12 explotacions agrícoles.

## Equipaments sanitaris i escolars
El 2009 hi havia una escola elemental integrada dins d'un grup escolar amb les comunes properes formant una escola dispersa.

## Poblacions més properes
El següent diagrama mostra les poblacions més properes.